# Cixius persica
Cixius persica är en insektsart som beskrevs av William Lucas Distant 1907. Cixius persica ingår i släktet Cixius och familjen kilstritar.
Artens utbredningsområde är Iran. Inga underarter finns listade i Catalogue of Life.